# Ꝟ
La V con barra oblicua (Ꝟ, minúscula ꝟ) es una letra del alfabeto latino, derivada de V con la adición de una barra a través del trazo izquierdo.

## Uso
Esta letra se utiliza en los textos medievales como abreviatura de vir, ver y vere, como en latín vulgar, doncella, o en portugués ver, ver, conversa, conversación, o vereador, miembro de un ayuntamiento.

## Codificacion
La V mayúscula y minúscula con barra oblicua está codificada en Unicode a partir de la versión 5.1, en los puntos de código U+A75E y U+A75F.